# Albanthura rotunduropus
Albanthura rotunduropus is een pissebed uit de familie Leptanthuridae. De wetenschappelijke naam van de soort is voor het eerst geldig gepubliceerd in 1985 door Wägele.